# Desenvolvedora de terceiros
Uma desenvolvedora de terceiros não é diretamente ligada ao produto primário que um consumidor está usando. O produto primário pode ser hardware ou o software.
Na indústria de jogos eletrônicos, muitos terceiros distribuem os jogos que elas desenvolvem, como a Electronic Arts e Ubisoft, enquanto os outros só desenvolvem jogos a serem distribuídos sob outras companhias, como BioWare (2ª desenvolvedora do Xbox e 3ª desenvolvedora para PC) e Raven Software. Além disso, as desenvolvedoras de terceiros podem ser possuídos por grandes desenvolvedoras de terceiros, como a relação entre a Neversoft (os criadores da série Tony Hawk's Pro Skater) e Activision.
Por causa disso, os terceiros muito maiores que também distribuem seus próprios jogos são tipicamente tratados como casas de distribuição e não desenvolvedora de terceiros embora elas realmente desenvolvam muitos dos seus próprios jogos internamente.
Outro exemplo é um desenvolvedor que é uma entidade legal separada do software que é usado, normalmente fornecendo um instrumento de software externo que as ajudas organizam ou usam a informação para o produto de software primário. Tais instrumentos podem ser um banco de dados, VoIP, ou o software de interface add in, entre outros.

## Exemplos de desenvolvedoras de terceiros

### Distribuidores (e subsidiárias)
- Activision Blizzard
  - Infinity Ward
  - Neversoft
  - Raven Software
  - Shaba Games
  - Treyarch
  - Vicarious Visions
  - Blizzard Entertainment
  - High Moon Studios
  - Radical Entertainment
- Atari — primeiramente uma desenvolvedora de primeiros
- Atlus
- Buena Vista Games
- Capcom
- EA Games
- Electronic Arts — a maior desenvolvedora de terceiros
- SCi/Eidos Interactive
- Konami
- LucasArts
- Midway Games
- Namco Bandai
- NCSoft
- O~3 Entertainment
- Sega — primeiramente uma desenvolvedora de primeiros, agora uma desenvolvedora de terceiros devido à perda na rivalidade com a Nintendo
- Square Enix
- Take-Two Interactive
- THQ
  - Paradigm Entertainment
- Ubisoft
- Foundation 9 Entertainment
  - Shiny Entertainment
  - Amaze Entertainment

### Desenvolvedoras independentes
- Backbone Entertainment
- Big Games
- Exient entertainment
- Epic Games
- Factor 5
- Foundation 9 Entertainment
- GSC Game World
- High Voltage Software
- Id Software
- Pi Studios
- Stormfront Studios
- Valve Corporation
- Threewave Software